# Veszprémi Báthory István Sportiskolai Általános Iskola
A Báthory Iskola Veszprém alapfokú közoktatási intézményeinek egyike. 1978. szeptember 4-én kezdődött meg a tanítás Veszprém legnagyobb lakótelepének új iskolájában, mely másodikként épült fel a városrészben.

## Története
Már 1974-ben egy új intézmény felépítését irányozták elő a városrészben. Két évvel később a zsúfoltság enyhítése érdekében megoldásként egy gyorsan, faforgácslapból felépíthető ún. forfaépület terve született meg.  A 10 tantermes épület avatóünnepségére 1977. január 4-én került sor. Később ez az épület lett a Báthory iskola alsó tagozatának otthona. Megnyitása ellenére az új iskola terve már egy éve tervezőasztalon volt. Ezt követően, 1977 augusztusában írta alá a szerződéseket a krakkói Budostal Építőipari Egyesülés veszprémi főépítésvezetősége és a Veszprém megyei Tanácsi Építőipari Vállalat. A megbízás egy 68 millió forint értékű iskolaberuházás elvégzésére szólt. A 16 tantermes iskola és kapcsolódó létesítmény (600 személyes konyha és étterem, tornaterem, és egy 8,5x12 méteres tanuszoda) terveit a Győri Tervező Vállalat készítette Lang János vezetésével. A beruházás megrendelője a Veszprém városi Tanács volt, lebonyolítója a Veszprém megyei Beruházási Vállalat. A háromszintes iskolaépület beépített alapterülete 3324 négyzetméter lett. A tanítás 1978. szeptember 4-én kezdődött meg a frissen átadott intézményben. A Felszabadulás lakótelepi új iskola, más néven „piros iskola” az 5. sz. Általános Iskola nevet kapta. 1980. szeptember 29-én vette fel az intézmény Báthory István nevét.

## Képzések, tagozatok
- Rajz-vizuális tagozat (1989-2012)

1989 szeptemberében indult az emeltszintű rajz-vizuális tagozat. A rajz tagozatra minden évben felvételit hirdettek, mivel városi beiskolázású volt. Általában a helyekre többszörös volt a túljelentkezés. A vizuális nevelés tagozaton az alaptantervi órák mellett grafikai, plasztikai, linómetszési, festői alapismereteket adó órák voltak. A rajz tagozat hívta életre az Országos Ex libris pályázatot. 1999 és 2013 közt 10 alkalommal hirdették meg a versenyt. 2006-ban a rajz tagozat megszűntetése mellett döntöttek, az utolsó osztály 2005-ben kezdte meg iskolai tanulmányait. Az utolsó még teljes egészében rajz tagozatos osztály 2012-ben végzett. A tagozat megszűnése után általános tantervű  (-informatika, sakk, mozgásfejlesztő foglalkozások) osztály indult. 
- Kék Madár Program (1992-től)

1991-ben gyermekekkel foglalkozó szakemberek hozták létre a „Kék Madár” Alapítványt. Céljuk az volt, hogy Veszprém városban és környékén lehetőséget biztosítsanak egy újszerű, pedagógiai törekvés megvalósítására, megismertessék a szülőket egy alternatív nevelési–oktatási formával. Az iskola alapfunkcióit figyelembe véve (személyiségfejlesztés, értékközvetítés, képesség-, kompetenciafejlesztés) kisiskoláskorban arra törekednek, hogy a tanulás boldogan, szabadon végzett elsajátítással folytatódjon, a személyes motívumok erősödjenek meg a tanulásra, alkotásra. A Kék Madár program a szülő, gyerek, pedagógus hármas együttműködésén alapul. A képzés alapértékei a személyközpontúság, a szabadság, a tolerancia, a kooperáció, a nyitottság és a testi-lelki egészség. 
- Sportiskola (2008-tól)

A ’90-es években a legtöbb közoktatási intézmény specializálódott, így az iskolában elindult a mindennapos testnevelés tagozat 1996-ban, mely tíz éven át működött. Később, a Báthory – országosan 53 más iskolával együtt – jogot szerzett arra, hogy első és ötödik osztályban, felmenő rendszerben a 2008/2009-es tanévben elindíthassa az új programot. 
Fontosabb hagyományos sportrendezvények (első rendezés):

- Báthory Kupa (kézilabda) (1980) - Veszprém Megyei Jogú Város Települési Értéktár része (2025)

- Sportgála (2011)

- OviOlimpia (2014)

- Mini Maraton (2014)

- Báthory Sakk Kupa (2015)

## Az iskola vezetői[12]
- Dr. Tölgyesi József (1978-1993)

- Gáspár Gyuláné (1993-1999)

- Kadnár Lajos (1999-2007) †

- Barták Péterné (2007-2022)

- Pohl Brigitta (2022-

## Elnyert címek
- Előminősített referencia-intézmény (2011)
- Örökös Ökoiskola (2012)
- Mentoráló Intézmény (2014)
- Regisztrált Tehetségpont (2015)
- Boldog Iskola (2016)
- Örökös Boldog Iskola (2017)
- Akkreditált Kiváló Tehetségpont (2018)
- Állatbarát Általános Iskola (2022)
- Év Állatvédő Általános Iskolája (2022)
- Energiatudatos Iskola (2022)
- Aktív Iskola (2024)
- Családbarát Köznevelési Intézmény (2025)

## Híres diákjai
Dr. Navracsics Tibor - területfejlesztésért és az uniós források felhasználásáért felelős tárca nélküli miniszter

Lékai-Kiss Ramóna - színésznő, műsorvezető

Pintér Tibor - színész, énekes, rendező

Kádár Tamás - magyar válogatott labdarúgó

Szita Zoltán - magyar válogatott kézilabdázó

Szabó Bence - magyar labdarúgó

Szalay Szabolcs - magyar utánpótlás-válogatott és magyar kupagyőztes labdarúgó

## Fontosabb iskolai kiadványok
- 2003. Látos Jenő – Radnai Zsuzsanna (szerk.): 25 év Jubileumi Évkönyv – Báthory István Általános Iskola 1978-2003 (76 p.)
- 2004. Radnai Zsuzsanna (szerk.): A Báthory István Általános Iskola a sajtó tükrében 1999-2003 (60 p.)
- 2007. Jegesné Rémesi Irén (szerk.): 15 éves a Kék Madár program – Jubileumi Évkönyv 1992-2007 (115 p.)
- 2008. Látos Jenő – Radnai Zsuzsanna (szerk.): 30 év Jubileumi Évkönyv – Báthory István Általános Iskola 1978-2008 (72 p.)
- 2012. Darabos Györgyi – Jegesné Rémesi Irén (szerk.): „Kék Madár” program 20 éves – 1992-2012 (144 p.)
- 2017. Jegesné Rémesi Irén – Gerölyné Joó Katalin (szerk.): 25 éves a „Kék Madár” program – 1992-2017 (119 p.)
- 2023. Bontó Józsefné Horváth Elvira: Környezetünk ismerete, szeretete, védelme – Környezetismereti innovációs gyakorlatom a veszprémi Báthory István Általános Iskolában (1980-1995) (143 p.)
- 2024. Rybár Olivér (szerk): Negyvenöt éve a lakótelepen - A veszprémi Báthory iskola története (1978–2023) (244 p.)